# Tuttosport
Tuttosport (wł. „wszystko o sporcie”) – jest jednym z czołowych  dzienników sportowych we Włoszech. Wydawany w Turynie, jest to jeden z trzech głównych dzienników sportowych o zasięgu ogólnokrajowym, obok Corriere della sport z Rzymu, będącego częścią tej samej grupy wydawniczej, oraz mediolańskiej Gazzetta dello Sport, wydawanej przez RCS MediaGroup.

## Historia
Został założony 30 lipca 1945 roku przez Renato Casalbore, dziennikarza z Salerno, który później zginął w katastrofie lotniczej na wzgórzu Superga w 1949 roku. Początkowo ukazywał się dwa razy w tygodniu, a następnie publikowany trzy razy w tygodniu od 1946 roku. Wydanie środowe, charakteryzujące się artykułami na pierwszej stronie i karykaturami Carlo Bergoglio, słynnego projektanta z Guerin Sportivo, stało się wiodącym wydaniem gazety. Obok magazynu w środę pojawiło się logo „Carlin Edition”, pseudonim Bergoglio.
Od 12 marca 1951 roku wydawnictwo ostatecznie przyjęło codzienną częstotliwość.
Większość gazety poświęcona jest piłce nożnej. W przeciwieństwie do Gazzetta dello Sport o zasięgu krajowym i Corriere dello Sport, bardziej zorientowanej na publiczność środkowo-południową, gazeta turyńska charakteryzuje się większą przewagą zagadnień, związanych ze środkiem i północą kraju, a przede wszystkim z dwoma głównymi drużyny miejskimi, Juventus F.C. i Torino FC, dla których zarezerwowana jest większość stron; jednak każdego dnia przestrzeń jest poświęcona także Interowi i A.C. Milanowi. Zajmuje się również mniejszymi ligami i innymi sportami, w szczególności koszykówką, tenisem i Formułą 1.
W 2018 jego nakład sięgał 118 169 egzemplarzy.